# En typisk landmand
En typisk landmand er en dansk dokumentarfilm fra 1976 instrueret af Robert Brandt.

## Handling
Billeder fra et almindeligt dansk landbrug i midten af 1970'erne.